# Lijst van beschermd erfgoed in Modave
Onderstaande tabel geeft een overzicht van de beschermde erfgoederen in de gemeente Modave. Het beschermd erfgoed maakt deel uit van het cultureel erfgoed in België.
| Object | Bouwjaar/architect | Deelgemeente  | Adres                               | Coördinaten                   | Nummer?                | Afbeelding |
| --- | ------------------ | ------------- | ----------------------------------- | ----------------------------- | ---------------------- | --- |
| Kasteel van de graven van Marchin en diens bijgebouwen: gebouwen grenzend aan de binnenplaats: entreeportaal, kasteel, stallen, bijgebouwen en het ensemble gevormd door het genoemde kasteel, de bijgebouwen en het park                                                                            |                    |               | rue du Parc n°4                     | 50° 26' 27" NB, 5° 17' 13" OL | 61041-CLT-0001-01 Info | Kasteel van de graven van Marchin en diens bijgebouwen: gebouwen grenzend aan de binnenplaats: entreeportaal, kasteel, stallen, bijgebouwen en het ensemble gevormd door het genoemde kasteel, de bijgebouwen en het park                                                                            |
| Uitbreiding van de classificatie van het kasteel van de graven van Marchin: gevels en daken van twee aangrenzende boerderijen |                    |               |                                     | 50° 26' 29" NB, 5° 17' 14" OL | 61041-CLT-0006-01 Info | Uitbreiding van de classificatie van het kasteel van de graven van Marchin: gevels en daken van twee aangrenzende boerderijen |
| "Jardin Madame" |                    |               |                                     | 50° 26' 26" NB, 5° 17' 13" OL | 61041-CLT-0002-01 Info | |
| Kerk Saint-Martin, uitgezonderd de toren en de sacristie |                    | Modave        | Rue du Centre                       | 50° 26' 34" NB, 5° 18' 5" OL  | 61041-CLT-0005-01 Info | Kerk Saint-Martin, uitgezonderd de toren en de sacristie |
| Kerk Saint-Nicolas |                    | Strée (Luik)  |                                     | 50° 29' 19" NB, 5° 19' 27" OL | 61041-CLT-0007-01 Info | Kerk Saint-Nicolas |
| Ensemble van de kerk Saint-Nicolas, het kerkhof eromheen, de fontein Sainte-Geneviève en de kapel |                    | Strée (Luik)  |                                     | 50° 29' 19" NB, 5° 19' 25" OL | 61041-CLT-0008-01 Info | Ensemble van de kerk Saint-Nicolas, het kerkhof eromheen, de fontein Sainte-Geneviève en de kapel |
| Kapel Saint-Pierre |                    | Vierset-Barse |                                     | 50° 27' 44" NB, 5° 17' 40" OL | 61041-CLT-0009-01 Info | Kapel Saint-Pierre |
| Oppidum en omgeving |                    | Pont-de-Bonne |                                     | 50° 27' 10" NB, 5° 16' 54" OL | 61041-CLT-0010-01 Info | |
| Standbeeld van Saint-Jean Népomucène en het ensemble gevormd door het beeld en zijn omgeving |                    | Strée         | Rue Tige de Strée                   | 50° 29' 23" NB, 5° 19' 12" OL | 61041-CLT-0011-01 Info | |
| Meander van Hoyoux |                    |               |                                     | 50° 25' 38" NB, 5° 18' 52" OL | 61041-CLT-0012-01 Info | |
| Molen van Survillers: gevels, daken, machinerie met het frame gelegen aan rue du Val n°1, het ensemble van de boerderij en de ruïnes van het oude donjon aan de rue de Survillers n°1, en de boerderij aan de rue de Survillers n°2 en de uitbreiding van de classificatie van de meander van Hoyoux |                    |               | rue du Val n°1                      | 50° 25' 29" NB, 5° 18' 2" OL  | 61041-CLT-0013-01 Info | Molen van Survillers: gevels, daken, machinerie met het frame gelegen aan rue du Val n°1, het ensemble van de boerderij en de ruïnes van het oude donjon aan de rue de Survillers n°1, en de boerderij aan de rue de Survillers n°2 en de uitbreiding van de classificatie van de meander van Hoyoux |
| IJskelder van het kasteel van Vierset |                    | Vierset-Barse | rue du Château n°2                  | 50° 28' 53" NB, 5° 17' 53" OL | 61041-CLT-0016-01 Info | |
| Kasteel, uitgezonderd de veranda |                    | Vierset-Barse | rue de la Coulée n°1, Vierset-Barse | 50° 28' 52" NB, 5° 17' 58" OL | 61041-CLT-0017-01 Info | Kasteel, uitgezonderd de veranda |
| Kasteel van de graven van Marchin en zijn bijgebouwen: entreeportaal, kasteel, stallen, bijgebouwen en het ensemble gevormd door het genoemde kasteel, de bijgebouwen en het park |                    |               |                                     | 50° 26' 27" NB, 5° 17' 13" OL | 61041-PEX-0001-01 Info | Kasteel van de graven van Marchin en zijn bijgebouwen: entreeportaal, kasteel, stallen, bijgebouwen en het ensemble gevormd door het genoemde kasteel, de bijgebouwen en het park |